# Pirogue monoxyle de Poole

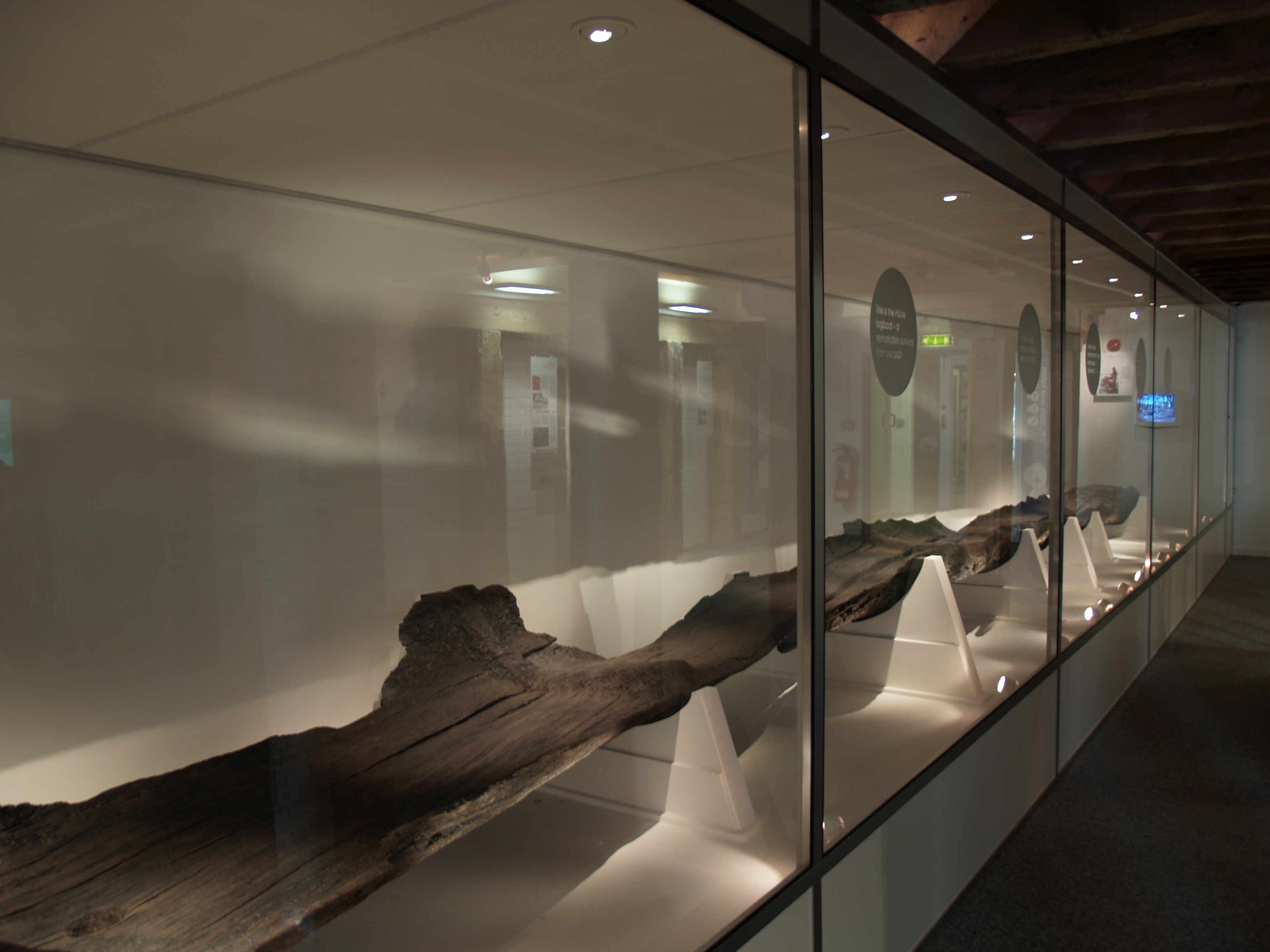
La Logboat Poole, fabriquée à partir d'un seul chêne, a plus de 2200 ans. Elle se trouve actuellement au Poole Museum.

La Poole Logboat est une ancienne pirogue monoxyle fabriquée à partir d'un seul chêne. Elle a été excavée dans la ville de Poole dans le Dorset en Angleterre. La barque a plus de 2 200 ans et on estime, grâce à une datation par le carbone 14, qu'elle a été fabriquée entre 200 et 300 avant J.-C.. Le navire de l'Âge du Fer a été mis au jour en 1964 lors de travaux de dragage dans le port de Poole. La barque en bois, qui pouvait accueillir 18 personnes et mesure 10 mètres (32,81 pi) de long était située à Green Island dans le port. Après sa découverte, elle a été maintenue immergée dans l'eau pendant 30 ans pendant que les archéologues décidaient quoi en faire. Elle a été restaurée par des membres du York Archaeological Trust et séchée pendant deux ans. Elle est maintenant exposée au Poole Museum.